# Шостак Мар'яна Володимирівна
Мар'я́на Володи́мирівна Шо́стак (* 2000) — українська бігунка. Учасниця Олімпійських ігор-2024. Чемпіонка України.

## З життєпису
Народилася 2000 року в місті Дрогобич. Тренери з бігу — Тарнакін В. В., Федоренко В. Ф., Кондрацька Г. Д. Вихованка ДЮСШ імені І. Боберського; випускниця дрогобицького ліцею № 2. Навчалася у Техаському університеті A&M в Коммерсі; тренується в США. Магістрантка факультету фізичної культури і спорту Львівського державного університету фізичної культури імені Івана Боберського.
Потрапила до складу команди завдяки перемозі у національному чемпіонаті; представляла Україну на Олімпійських іграх-2024 її в міксті естафетного бігу 4х400 м.
До Олімпійських ігор-2024 оновила особистий рекорд на 400 м у півфіналі Євро-2024. У фіналі чемпіонату України показала третій найкращий результат в кар'єрі (52.11 секунди). Разом з Олександром Погорілком, Тетяною Мельник і Данилом Даниленком посіла 14 місце в змішаній естафеті 4 × 400 метрів.